# Karol Boromeusz Hoffman
Karol Aleksander Boromeusz Hoffman (ur. 1798 w Wieruchowie, zm. 6 lipca 1875 w Blasewitz) – polski pisarz polityczny, historyk, prawnik, wydawca, malarz i mason.

## Życiorys
Urodził się w rodzinie szlacheckiej jako syn Antoniego, oficjalisty w dobrach księcia Józefa Poniatowskiego. W 1812 podjął naukę na Wydziale Prawa i Administracji Uniwersytetu Warszawskiego. Członek Związku Panta Koina. Po ukończeniu studiów mianowany asesorem Trybunału Cywilnego województwa mazowieckiego. W 1822 roku zwolniony i aresztowany na kilka dni za przynależność do Panta Koina. Po ułaskawieniu do 1828 roku szef biura w Komisji Rządowej Sprawiedliwości. Radca Prokuratorii Generalnej w 1828 roku. Od 1828 radca Banku Polskiego, od 1830 jeden z jego dyrektorów. W latach 1828–1830 wydawał w Warszawie czasopismo prawnicze Themis Polska. W roku 1829 poślubił pisarkę Klementynę Tańską. Uczestniczył w powstaniu listopadowym jako kapitan Gwardii Narodowej, a po jego upadku zamieszkał najpierw w Dreźnie, a w 1832 zamieszkał w Paryżu. Na emigracji paryskiej należał do stronnictwa Czartoryskiego. W latach 1837–1839 redagował Kronikę emigracji polskiej. W 1848 poślubił Matyldę, córkę hrabiego Stanisława Dunin-Wąsowicza i przeniósł się do Drezna. Dysponował wówczas jakimiś kapitałami, nabył tamże kamienice za sumę 12 tys. talarów. Pisał z Drezna korespondencje do krakowskiego Czasu i był członkiem Komitetu Emigracji Polskiej. Od 1873 członek korespondent Akademii Umiejętności.
W latach 1869–1875 był członkiem honorowym Poznańskiego Towarzystwa Przyjaciół Nauk.
Należał do masonerii. 
Mimo braku akademickiego wykształcenia w sztukach plastycznych dość aktywnie malował akwarele i rysował, swoje prace prezentował na wystawach Zachęty, Towarzystwa Przyjaciół Sztuk Pięknych w Krakowie i Towarzystwa Przyjaciół Sztuk Pięknych we Lwowie. Z niektórych dzieł Hoffmana sporządzono staloryty lub linoryty. Prace artysty znajdują się w zbiorach Muzeum Narodowego w Krakowie oraz Muzeum Narodowego w Warszawie.

## Rodzina
Karol Hoffman był synem Antoniego i Tekli z Łabęckich. Z dwojga rodzeństwa, Antoni był sędzią sądu apelacyjnego, a Teodozja wyszła za radcę dworu cesarstwa rosyjskiego Wincentego Szamowskiego.

## Prace
Wydał prace o powstaniu listopadowym i cenny zbiór materiałów o Wielkiej Emigracji: Vademecum polskie (1839). W swych pracach historycznych przeciwstawiał się prądom demokratyczno-republikańskim. Upatrywał specyfikę polskiego procesu dziejowego w niedorozwoju miast i słabości władzy królewskiej.
- Wielki tydzień Polaków (1830[12], nowe wyd. 1915[13][14], tłum. na niem., franc. i szwedzki)
- Rzut oka na stan polityczny Królestwa Polskiego od 1815 do 1830 (1831)[15]
- Cztery powstania (1837)
- Król wygnaniec (Stanisław Leszczyński, 1854, II. wyd. 1861)
- Historia reform politycznych w dawnej Polsce (1867[16] i 1869)[17]
- O panslawizmie zachodnim (1868)[18]
- O rządzie skarbu publicznego w dawnej Polsce
- Obraz rządu i prawodawstwa dawnej Polski
- Upadek domu Sobieskich
- Przyczyny podziału monarchii polskiej po Bolesławie Krzywoustym